# Rosmed.ru
Rosmed.ru — медицинский b2b портал, является крупнейшим отраслевым порталом на рынке медицинского оборудования в России.
Rosmed.ru (согласно Яндекс) высоко цитируемый сайт Медицинского интернета.
Портал основан в 2002 году как единая торговая площадка среди медицинских компаний России и СНГ. C момента основания портал объединил на своих страницах более 6000 компаний отрасли.

## Цель
Предоставление исчерпывающей информации Лечебно профилактическим учреждениям о известных медицинских брендах, поставщиках, производителей медицинского оборудования, техники и материалах. На портале представлены последние новинки рынка, обзоры, новости. Rosmed.ru является лидером в поиске медицинского оборудования в сегменте Рунета. На страницах издания представлены сотни известных и не очень медицинских брендов из России и из-за рубежа.
В 2008 году портал удостоен премии «Профессия жизнь» в номинации «За вклад в продвижение медицинских товаров и услуг».
с 2011 года поставщик медицинских новостей для Яндекс СМИ «Новости Rosmed.ru на Яндекс СМИ»

## Цитирование в СМИ
- Секреты современной Интернет-рекламы, Medicus.ru
- Основные медико-фармацевтические сайты удерживают свои позиции, Remedium.ru (недоступная ссылка)
- Лидер медицинского рынка, портал Rosmed.RU, завершил масштабную модернизацию, MedLinks.ru
- Система обращения с медотходами в ЛПУ РФ, Компьютер-Информ Архивная копия от 5 октября 2006 на Wayback Machine
- Создана вакцина от рака матки. Прививки от папилломы ежегодно будут спасать жизни трех тысяч женщин, Переболел.ру
- Сила российских трав, Medicus.ru

## Дополнительно
- Rosmed.ru в каталоге Яндекса
- Rosmed.ru в каталоге DMOZ (недоступная ссылка)

## Признание
- Международная премия «Профессия Жизнь» — За вклад в продвижение медицинских товаров и услуг